# Copa Amèrica de futbol de 2015
La Copa Amèrica de futbol de 2015 fou la 44a edició del principal torneig entre seleccions de futbol masculí organitzat per la Confederació Sud-americana de Futbol (CONMEBOL). El torneig es disputà entre l'11 de juny i el 4 de juliol a Xile, que n'és la seu per setè cop. L'Uruguai era el campió vigent i defensor del títol. Dotze equips es disputaren la competició, és a dir, els deu membres de la CONMEBOL i dos convidats de la CONCACAF: Mèxic i Jamaica; les dues darreres seleccions prenien part a la competició per primer cop.
L'Uruguai, el campió defensor del títol, va ser eliminat en quarts de final per Xile, la selecció amfitriona, que va acabar guanyant el torneig i obtenint així el primer títol de la seva història, en derrotar l'Argentina a la final, a la tanda de penals, després que el partit acabés empatat sense gols. Xile es classificà per la Copa Confederacions de la FIFA 2017, que es disputarà a Rússia.
Les ciutats triades per les competicions foren La Serena, Antofagasta, Santiago, Valparaíso, Rancagua, Concepción i Temuco.

## Elecció del país amfitrió

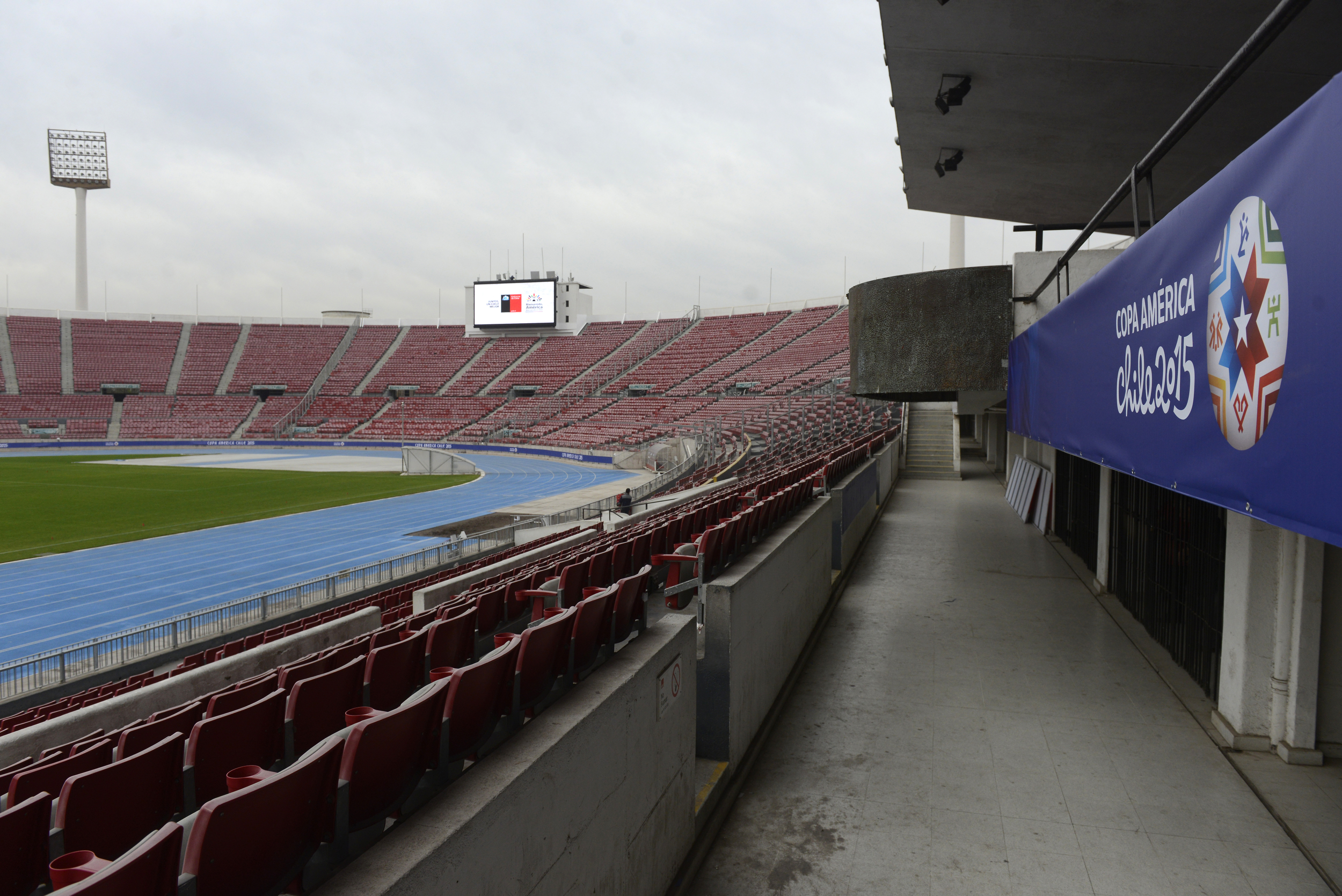
Vista de l'Estadi Nacional Julio Martínez Prádanos, principal estadi de Xile i seu de la final de la Copa Amèrica 2015.

Tot i la voluntat de la Conmebol de fer el torneig al Brasil, la realització de la Copa FIFA Confederacions 2013, la Copa del Món de Futbol de 2014 i dels Jocs Olímpics d'estiu de 2016 en aquell país, va fer reconsiderar la decisió.
Tot i que el llavors president de la Conmebol, el paraguaià Nicolás Leoz, va proposar la realització del torneig continental a Mèxic, malgrat que fos d'una altra confederació, els respectius governants del Brasil i Xile van discutir la possibilitat d'intercanviar l'organització dels torneigs de 2015 i 2019, que corresponia originalment a Xile. L'entesa es va veure posteriorment ratificada per l'acceptació de la Confederació Brasilera de Futbol de realitzar la Copa Amèrica de 2019 en substitució de la de 2015, intercanviant l'organització del torneig amb la federació xilena. No obstant això, Bolívia també va expressar el seu interès per prendre el lloc del Brasil per organitzar la Copa, sent la intenció oficial per part del president d'aquell estat, Evo Morales, i el de la Federació Boliviana de Futbol, Carlos Chávez. No obstant això, el novembre de 2010, la CBF, a través del seu llavors president Ricardo Teixeira, va retrocedir en la seva postura i va refermar la realització del torneig del 2015 al Brasil, ja que la seva intenció era que aquest país organitzés els quatre esdeveniments en quatre anys, mantenint aquesta postura mentre ell fos el president de la CBF.
Finalment, i en un revés inesperat, a causa de la renúncia de Ricardo Teixeira a la presidència de la CBF i l'assumpció al càrrec del seu successor José Maria Marin, el Brasil va decidir cedir el seu contingent a la Federació de Futbol de Xile, a canvi de la quota de 2019. És aquí quan Sergio Jadue, president de la Federació de Futbol de Xile i de l'ANFP, va agafar un avió i en una reunió de dues hores, va convèncer la CBF d'atorgar la seu a Xile. Després, Jadue va aconseguir el suport d'alguns països de la Conmebol i va sol·licitar l'aprovació de Nicolás Leoz, qui li la va atorgar. Així, el 23 de març de 2012, el diari xilè La Tercera va informar que Sergio Jadue havia aconseguit que el Brasil intercanviés amb Xile l'organització de la Copa Amèrica del 2019. La informació va ser oficialment confirmada pel seu gestor, el president de la FFCh, Sergio Jadue, en una conferència de premsa, efectuada a la seu de la FFCh/ANFP a Santiago.

## Organització

### Seus
El 5 de desembre del 2012, va sortir a la llum pública la llista de les 13 ciutats que aspiraven a ser seus, tant d'aquest torneig com de la Copa del Món de futbol sub-17 de 2015, la qual també es disputarà a Xile. La llista definitiva es va publicar el 15 de desembre del mateix any, sent seus del campionat les següents:
| Antofagasta                   | La Serena                      | Viña del Mar                     |
| ----------------------------- | ------------------------------ | -------------------------------- |
| Estadi Regional d'Antofagasta | Estadi La Portada              | Estadi Sausalito                 |
| Capacitat: 21,178             | Capacitat: 17,194              | Capacitat: 22,340                |
|                               |                                | (Old stadium)                    |
| Valparaíso                    | Santiago de Xile               | Santiago de Xile                 |
| Estadi Elías Figueroa         | Estadi Nacional                | Estadi Monumental David Arellano |
| Capacitat: 20,575             | Capacitat: 48,665              | Capacitat: 47,347                |
|                               |                                |                                  |
| Rancagua                      | Concepción                     | Temuco                           |
| Estadi El Teniente            | Estadi Municipal de Concepción | Estadi Municipal Germán Becker   |
| Capacitat: 15,252             | Capacitat: 30,448              | Capacitat: 18,936                |
|                               |                                |                                  |

El dimarts 11 de novembre de 2014, l'organització del torneig va ratificar Concepción, com una de les subseus del torneig, malgrat els retards de la remodelació del seu estadi. A més, es va determinar que l'Estadi Monumental David Arellano de Santiago, també seria agregat com a subsu del torneig, per la qual cosa la capital Santiago de Xile, tindrà 2 estadis per al torneig (Nacional i Monumental).

### Calendari

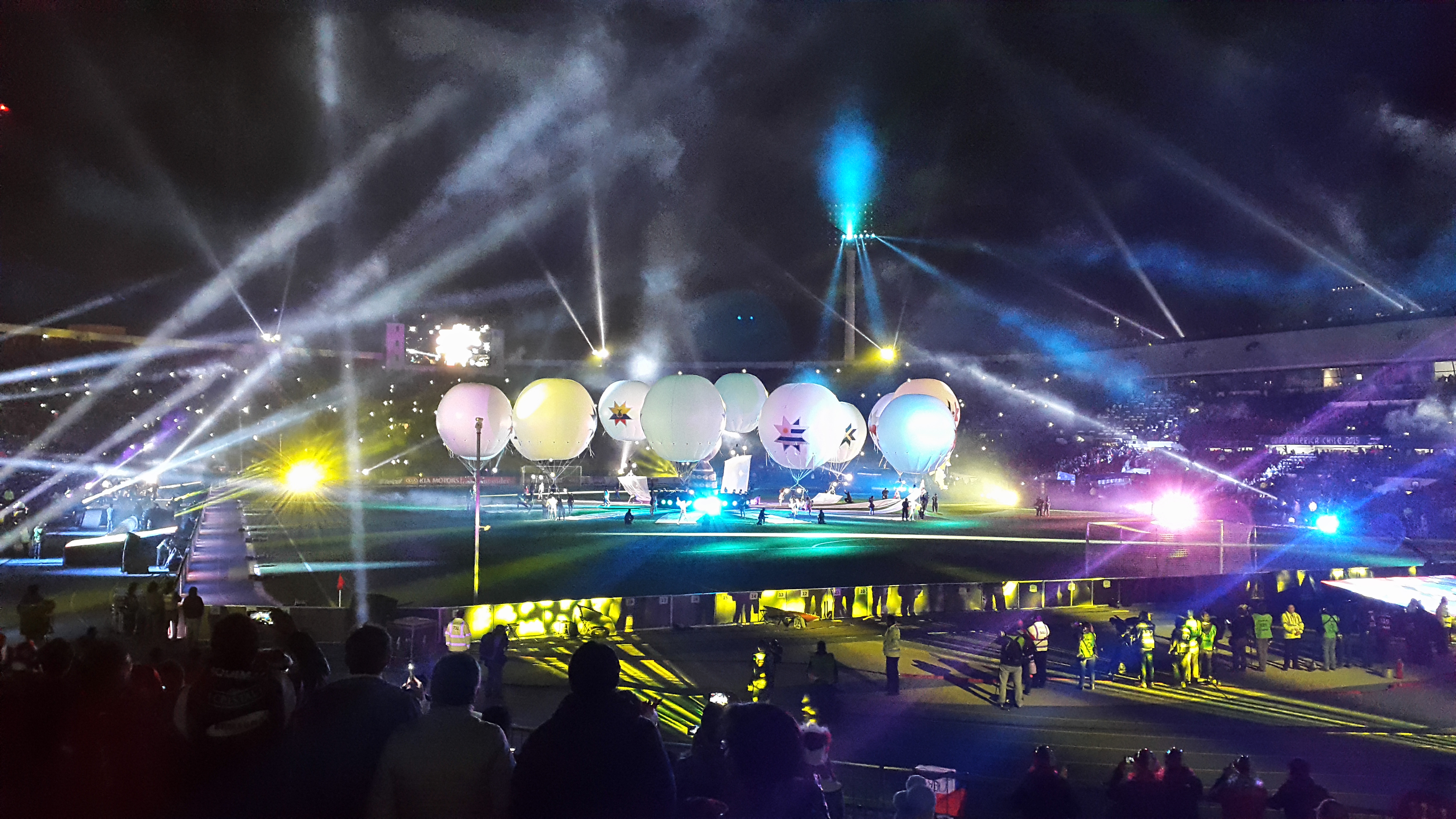
Cerimònia d'inauguració de la Copa Amèrica, l'11 de juny de 2015.

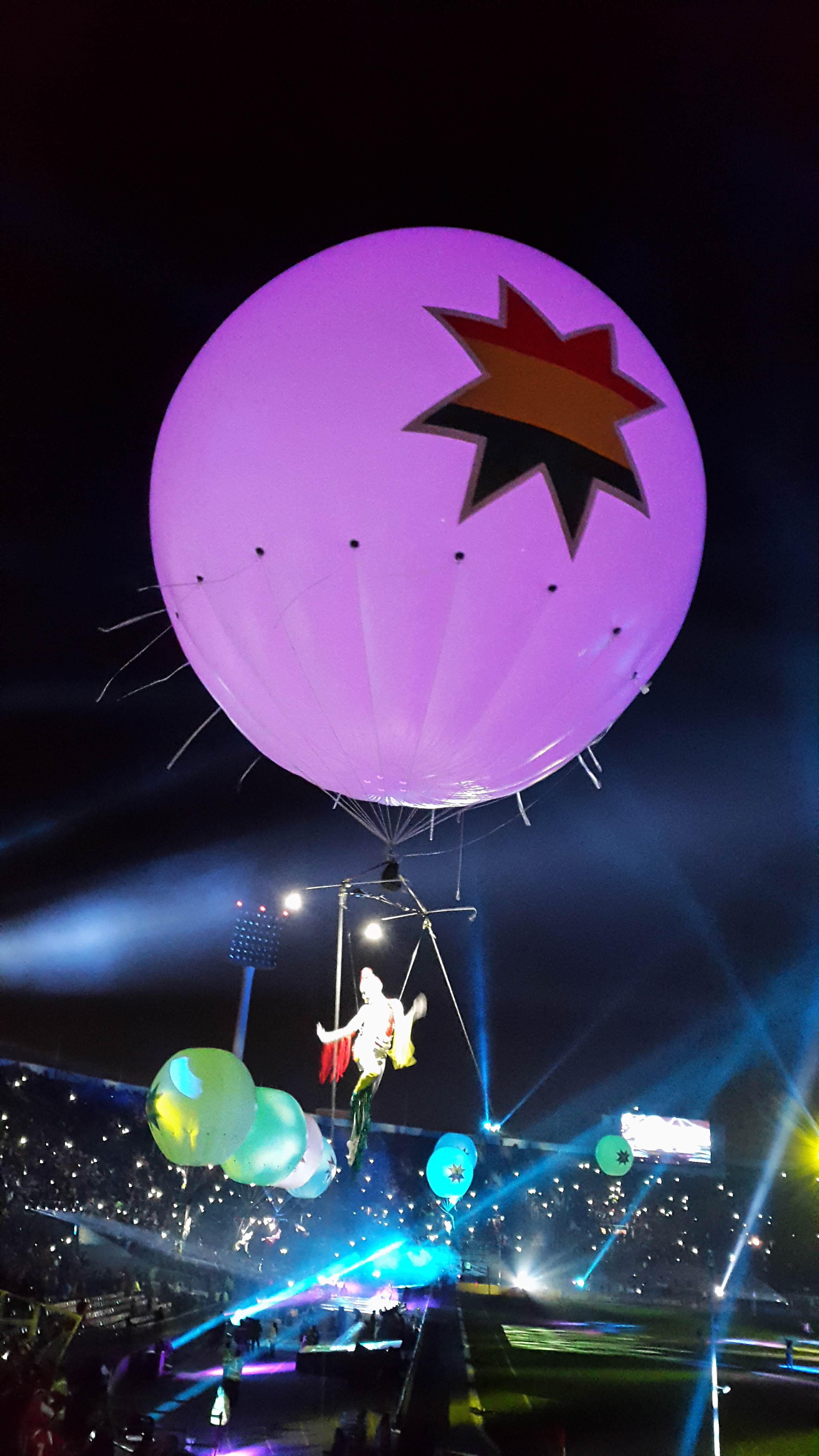
Cerimònia d'inauguració de la Copa Amèrica, l'11 de juny de 2015.

L'11 de novembre de 2014 l'organització del torneig va presentar de manera oficial el calendari de la competició.
| Fase               | Dates                 |
| ------------------ | --------------------- |
| Fase de grups      | De l'11 al 21 de juny |
| Quarts de final    | Del 24 al 27 de juny  |
| Semifinals         | 29 i 30 de juny       |
| Partit pel 3r lloc | 3 de juliol           |
| Final              | 4 de juliol           |

### Format de competició
El torneig es desenvolupa dividit en 4 etapes: Fase de grups, Quarts de final, Semifinals i Final.
A la fase de grups els 12 equips participants es divideixen en 3 grups de 4 equips cadascun, es juga amb un sistema de tots contra tots on cada equip juga un partit amb tots els seus rivals de grup, els equips són classificats en els grups segons els punts obtinguts en cada partit, els quals són atorgats de la següent manera:
- 3 punts per partit guanyat.
- 1 punt per partit empatat.
- 0 punts per partit perdut.

Classifiquen als quarts de final els dos primers llocs de cada grup, així com els dos millors tercers. Si al final de la fase de grups dos o més equips acaben empatats a punts s'apliquen els següents criteris de desempat:
- Millor diferència de gols en tots els partits de grup.
- Major quantitat de gols marcats en tots els partits de grup.
- Si l'empat es manté entre dos equips del mateix grup, classifica l'equip guanyador del partit jugat entre els equips implicats.
- Si després d'aplicar els criteris anteriors l'empat persisteix, es procedeix a un sorteig dels equips igualats. El sorteig el duu a terme un delegat designat per la Comissió Administradora de la Conmebol en presència dels representants de les associacions implicades.
- Si l'empat de punts es produeix entre dos equips que juguen l'últim partit del seu respectiu grup i si l'empat persisteix després d'aplicar els 3 primers criteris anteriors es procedeix a determinar el desempat mitjançant xuts des del punt penal.

En els quarts de final no poden enfrontar-se equips que hagin compartit grup en la fase anterior, per la qual cosa el primer del grup A s'enfronta al tercer classificat del grup B o C, mentre que el guanyador del grup B s'enfronta al tercer del grup A o C. Els guanyadors de cada partit d'aquesta fase classifiquen a semifinals. Els enfrontaments dels equips en els quarts de final i les fases següents estan determinats d'acord amb el calendari de torneig
Els guanyadors de les semifinals juguen la final del torneig, mentre que els perdedors de les semifinals disputen el partit pel tercer lloc.
Els quarts de final, semifinals, partit pel tercer lloc i final es juguen amb un sistema d'eliminació directa, si algun partit d'aquestes fases acaba empatat després dels noranta minuts de temps de joc reglamentari es defineix al guanyador mitjançant xuts des del punt penal amb excepció del partit de la final, en el qual es juga un temps extra consistent en dos períodes de 15 minuts, després del qual si l'empat continua es procedeix amb els xuts des del punt penal per determinar el campió.

### Àrbitres
El 23 de maig de 2015 la comissió d'àrbitres de la Conmebol va anunciar la llista d'àrbitres principals i àrbitres assistents que participaran en el torneig. El 3 de juny es van anunciar les dues ternes arbitrals convidades representants de la Concacaf.
Árbitres principals
| - Néstor Pitana - Raúl Orosco - Sandro Ricci - Wilmar Roldán - Enrique Osses | - Julio Bascuñán - Jorge Osorio - Carlos Vera - Joel Aguilar - Roberto García Orozco | - Enrique Cáceres - Víctor Hugo Carrillo - Andrés Cunha - José Argote |

Árbitres assistents
| - Hernán Maidana - Juan Pablo Belatti - Javier Bustillos - Juan Montaño - Emerson de Carvalho - Fabio Pereira - Alexander Guzmán - Cristian de la Cruz - Carlos Astroza | - Marcelo Barraza - Raúl Orellana - Christian Lezcano - Byron Romero - Garnet Page - Ricardo Morgan - José Luis Camargo - Márvin Torrentera | - Rodney Aquino - Carlos Cáceres - César Escano - Jonny Bossio - Mauricio Espinosa - Carlos Pastorino - Jorge Urrego - Jairo Romero |

### Premis econòmics
La selecció que aconsegueixi arribar fins a la final i coronar-se campiona s'endurà la suma de 6,5 milions de dòlars. El premi per al subcampió serà de 5,5 milions de dòlars. Els dos equips que arribin fins a les semifinals i no aconsegueixin passar a la final, disputaran el partit pel tercer i quart lloc del torneig continental; el guanyador (3r lloc) s'emportarà 4,5 milions de dòlars, mentre que el 4t classificat guanyarà 3.750.000 dòlars. Els quatre equips que passin la fase de grups, però que acabin eliminats en quarts de final, obtindran un premi de 2.250.000 dòlars. D'altra banda, pel fet de disputar els primers tres partits de la fase de grups, les seleccions tenen assegurat un premi d'1,5 milions de dòlars.

## Equips participants

Seu
Participants membres de la CONMEBOL
Participants convidats

Inicialment hom va especular sobre la possibilitat que la Copa Amèrica de 2015 tingués 16 equips: les 10 seleccions de la Conmebol més sis seleccions de la Concacaf, reemplaçant la Copa d'Or de la Concacaf.
Finalment es va decidir la participació de dos països convidats. Mèxic va ser el primer a confirmar la seva presència després que el president de la Conmebol, Nicolás Leoz, ho anunciés durant la seva visita a Xile, on va ser convidat pel president de la FFCh, Sergio Jadue. L'altre país convidat havia de ser Xina, país que hagués jugat per primera vegada el torneig, en lloc del Japó, que havia pres part de l'edició anterior. No obstant això, la Xina va decidir renunciar al torneig perquè havia de jugar la fase de classificació per la Copa del món de Futbol de 2018, que es duu a terme en les mateixes dates. Posteriorment, Jamaica va acceptar la invitació i juga la competició per primera vegada en la seva història.
- En cursiva els equips convidats.

| Equips participants | Equips participants | Equips participants | Equips participants |
| ------------------- | ------------------- | ------------------- | ------------------- |
| Argentina           | Bolívia             | Brasil              | Xile (amfitrió)     |
| Colòmbia            | Equador             | Jamaica             | Mèxic               |
| Paraguai            | Perú                | Uruguai             | Veneçuela           |

Entrenadors dels equips participants
Sis entrenadors — Gerardo Martino (Argentina), Jorge Sampaoli (Xile), José Néstor Pékerman (Colòmbia), Gustavo Quinteros (Equador), Ramón Ángel Díaz (Paraguai) i Ricardo Gareca (Perú)— són nascuts en un mateix país (Argentina).
Un altre director tècnic nascut en un país diferent al de la selecció que comanda és l'alemany Winfried Schäfer (Jamaica).
Mauricio Soria (Bolívia), Dunga (Brasil), Miguel Herrera (Mèxic), Óscar Washington Tabárez (Uruguai) i Noel Sanvicente (Veneçuela) s'uneixen a Martino en el grup de directors tècnics de les seleccions dels països en què van néixer.
- Dels 12 entrenadors, Óscar Tabárez és el que compta amb més participacions en Copa Amèrica: Brasil 1989, Veneçuela 2007 i Argentina 2011 (on va resultar campió), totes com a entrenador de l'Uruguai.
- En torneigs de Copa Amèrica, Gerardo Martino debuta com a entrenador per Argentina, però ja va participar com a entrenador del Paraguai en dues edicions: Veneçuela 2007 i Argentina 2011.
- Per Dunga és la segona Copa Amèrica, ja que va ser entrenador —també per Brasil— de l'equip campió a Veneçuela 2007.
- Per Gustavo Quinteros també és la segona Copa Amèrica, però la primera com a entrenador de l'Equador, ja que en l'anterior ocasió — a Argentina 2011 — va ser entrenador de Bolívia, país del qual es va nacionalitzar.
- En aquest torneig, debuten en Copa Amèrica com a entrenadors: Mauricio Soria, Jorge Sampaoli, José Pékerman, Winfried Schäfer, Miguel Herrera, Ramón Díaz, Ricardo Gareca i Noel Sanvicente.

### Sorteig
El calendari de la competició es va anunciar el 29 de juliol de 2014. Xile va ser assignat al grup A, mentre que un dia abans del sorteig es va definir que l'Argentina i el Brasil fossin caps de sèrie dels grups B i C, respectivament.
El sorteig originalment estava pactat per al dia 27 d'octubre de 2014 a Viña del Mar, però va ser posposat per al dia 24 de novembre, a la mateixa ciutat.
El 10 de novembre la Conmebol va distribuir a les seleccions en quatre bombos sobre la base de la posició que van ocupar en el Rànquing FIFA d'octubre de 2014.

Entre parèntesis s'indica el lloc de cada selecció en el rànquing FIFA pres en consideració.
| Bombo 1                                           | Bombo 2                                 | Bombo 3                                  | Bombo 4                                        |
| ------------------------------------------------- | --------------------------------------- | ---------------------------------------- | ---------------------------------------------- |
| Xile (13) (amfitrió) · Argentina (2) · Brasil (6) | Colòmbia (3) · Uruguai (8) · Mèxic (17) | Equador (27) · Perú (54) · Paraguai (76) | Veneçuela (85) · Bolívia (103) · Jamaica (113) |

El sorteig va ser iniciat a les 19:30 (UTC-3) del 24 de novembre de 2014 en l'Amfiteatre de la Quinta Vergara de Viña del Mar.

## Resultats
- Els horaris corresponen a l'hora de Xile (UTC-3)

### Primera fase

#### Grup A
| Equips  | Pts | PJ | PG | PE | PP | GF | GC | Dif |
| ------- | --- | -- | -- | -- | -- | -- | -- | --- |
| Xile    | 7   | 3  | 2  | 1  | 0  | 10 | 3  | 7   |
| Bolívia | 4   | 3  | 1  | 1  | 1  | 3  | 7  | -4  |
| Equador | 3   | 3  | 1  | 0  | 2  | 4  | 6  | -2  |
| Mèxic   | 2   | 3  | 0  | 2  | 1  | 4  | 5  | -1  |

| Xile                          | 2-0     | Equador |
| ----------------------------- | ------- | ------- |
| Vidal 66' (pen.) · Vargas 83' | Informe |         |

 Estadio Nacional, Santiago
| Mèxic | 0-0     | Bolívia |
| ----- | ------- | ------- |
|       | Informe |         |

 Estadio Sausalito, Viña del Mar
| Equador                    | 2-3     | Bolívia                                       |
| -------------------------- | ------- | --------------------------------------------- |
| Valencia 47' · Bolaños 80' | Informe | 4' Raldes · 17' Smedberg · 42' (pen.) Martins |

 Estadio Elías Figueroa, Valparaíso
| Xile                               | 3-3     | Mèxic                        |
| ---------------------------------- | ------- | ---------------------------- |
| Vidal 21', 54' (pen.) · Vargas 41' | Informe | 20', 65' Vuoso · 28' Jiménez |

 Estadio Nacional, Santiago
| Mèxic              | 1-2     | Equador                    |
| ------------------ | ------- | -------------------------- |
| Jiménez 63' (pen.) | Informe | 25' Bolaños · 57' Valencia |

 Estadio El Teniente, Rancagua
| Xile                                                           | 5-0     | Bolívia |
| -------------------------------------------------------------- | ------- | ------- |
| Aránguiz 2', 65' · Sánchez 36' · Medel 78' · Raldes 85' (a.g.) | Informe |         |

 Estadio Nacional, Santiago

#### Grup B
| Equips    | Pts | PJ | PG | PE | PP | GF | GC | Dif |
| --------- | --- | -- | -- | -- | -- | -- | -- | --- |
| Argentina | 7   | 3  | 2  | 1  | 0  | 4  | 2  | 2   |
| Paraguai  | 5   | 3  | 1  | 2  | 0  | 4  | 3  | 1   |
| Uruguai   | 4   | 3  | 1  | 1  | 1  | 2  | 2  | 0   |
| Jamaica   | 0   | 3  | 0  | 0  | 3  | 0  | 3  | -3  |

| Uruguai       | 1-0     | Jamaica |
| ------------- | ------- | ------- |
| Rodríguez 51' | Informe |         |

 Estadio Calvo y Bascuñán, Antofagasta
| Argentina                     | 2-2     | Paraguai                       |
| ----------------------------- | ------- | ------------------------------ |
| Agüero 28' · Messi 35' (pen.) | Informe | 60' Haedo Valdez · 89' Barrios |

 Estadio La Portada, La Serena
| Paraguai    | 1-0     | Jamaica |
| ----------- | ------- | ------- |
| Benítez 35' | Informe |         |

 Estadio Calvo y Bascuñán, Antofagasta
| Argentina  | 1-0     | Uruguai |
| ---------- | ------- | ------- |
| Agüero 55' | Informe |         |

 Estadio La Portada, La Serena
| Uruguai     | 1-1     | Paraguai    |
| ----------- | ------- | ----------- |
| Giménez 28' | Informe | 44' Barrios |

 Estadio La Portada, La Serena
| Argentina   | 1-0     | Jamaica |
| ----------- | ------- | ------- |
| Higuaín 10' | Informe |         |

 Estadio Sausalito, Viña del Mar

#### Grup C
| Equips    | Pts | PJ | PG | PE | PP | GF | GC | Dif |
| --------- | --- | -- | -- | -- | -- | -- | -- | --- |
| Brasil    | 6   | 3  | 2  | 0  | 1  | 4  | 3  | 1   |
| Perú      | 4   | 3  | 1  | 1  | 1  | 2  | 2  | 0   |
| Colòmbia  | 4   | 3  | 1  | 1  | 1  | 1  | 1  | 0   |
| Veneçuela | 3   | 3  | 1  | 0  | 2  | 2  | 3  | -1  |

| Colòmbia | 0-1     | Veneçuela  |
| -------- | ------- | ---------- |
|          | Informe | 59' Rondón |

 Estadio El Teniente, Rancagua
| Brasil                  | 2-1     | Perú     |
| ----------------------- | ------- | -------- |
| Neymar 4' · Costa 90+1' | Informe | 2' Cueva |

 Estadio Germán Becker, Temuco
| Brasil | 0-1     | Colòmbia    |
| ------ | ------- | ----------- |
|        | Informe | 36' Murillo |

 Estadio Monumental, Santiago
| Perú        | 1-0     | Veneçuela |
| ----------- | ------- | --------- |
| Pizarro 71' | Informe |           |

 Estadio Elías Figueroa, Valparaíso
| Colòmbia | 0-0     | Perú |
| -------- | ------- | ---- |
|          | Informe |      |

 Estadio Germán Becker, Temuco
| Brasil                 | 2-1     | Veneçuela |
| ---------------------- | ------- | --------- |
| Silva 8' · Firmino 51' | Informe | 84' Miku  |

 Estadio Monumental, Santiago

#### Millors tercers
Entre els equips que han acabat en tercera posició als seus respectius grups, els dos millors es classifiquen pels quarts de final.

| Pos | Grp | Equip    | PJ | PG | PE | PP | GF | GC | DG | Pts |
| --- | --- | -------- | -- | -- | -- | -- | -- | -- | -- | --- |
| 1   | B   | Uruguai  | 3  | 1  | 1  | 1  | 2  | 2  | 0  | 4   |
| 2   | C   | Colòmbia | 3  | 1  | 1  | 1  | 1  | 1  | 0  | 4   |
| 3   | A   | Equador  | 3  | 1  | 0  | 2  | 4  | 6  | −2 | 3   |

### Segona fase
|  | Quarts de final        | Quarts de final      |                     |       | Semifinals | Semifinals |  |  | Final | Final |
|  |                        |                      |                     |       |            |            |  |  |       |       |
|  | 24 juny – Santiago     |                      |                     |       |            |            |  |  |       |       |
|  |                        |                      |                     |       |            |            |  |  |       |       |
|  | Xile                   | 1                    |                     |       |            |            |  |  |       |       |
|  | Xile                   | 1                    | 29 juny – Santiago  |       |            |            |  |  |       |       |
|  | Uruguai                | 0                    |                     |       |            |            |  |  |       |       |
|  | Uruguai                | 0                    | Xile                | 2     |            |            |  |  |       |       |
|  | 25 juny – Temuco       |                      | Xile                | 2     |            |            |  |  |       |       |
|  |                        | Perú                 | 1                   |       |            |            |  |  |       |       |
|  | Bolívia                | Perú                 | 1                   | 1     |            |            |  |  |       |       |
|  | Bolívia                |                      | 4 juliol – Santiago | 1     |            |            |  |  |       |       |
|  | Perú                   | 3                    |                     |       |            |            |  |  |       |       |
|  | Perú                   | 3                    | Xile                | 0 (4) |            |            |  |  |       |       |
|  | 26 juny – Viña del Mar |                      | Xile                | 0 (4) |            |            |  |  |       |       |
|  |                        | Argentina            | 0 (1)               |       |            |            |  |  |       |       |
|  | Argentina (pen.)       | Argentina            | 0 (1)               | 0 (5) |            |            |  |  |       |       |
|  | Argentina (pen.)       | 30 juny – Concepción |                     | 0 (5) |            |            |  |  |       |       |
|  | Colòmbia               | 0 (4)                |                     |       |            |            |  |  |       |       |
|  | Colòmbia               | 0 (4)                | Argentina           | 6     |            |            |  |  |       |       |
|  | 27 juny – Concepción   |                      | Argentina           | 6     |            |            |  |  |       |       |
|  |                        | Paraguai             | 1                   |       |            |            |  |  |       |       |
|  | Brasil                 | Paraguai             | 1                   | 1 (3) |            |            |  |  |       |       |
|  | Brasil                 |                      |                     | 1 (3) |            |            |  |  |       |       |
|  | Paraguai (pen.)        | 1 (4)                |                     |       |            |            |  |  |       |       |
|  | Paraguai (pen.)        | 1 (4)                |                     |       |            |            |  |  |       |       |

#### Quarts de final
| Xile     | 1–0     | Uruguai |
| -------- | ------- | ------- |
| Isla 81' | Detalls |         |

| Bolívia                   | 1–3     | Perú                   |
| ------------------------- | ------- | ---------------------- |
| Martins Moreno 84' (pen.) | Detalls | Guerrero 20', 23', 74' |

| Argentina                                                | 0–0     | Colòmbia                                                            |
| -------------------------------------------------------- | ------- | ------------------------------------------------------------------- |
|                                                          | Detalls |                                                                     |
| Tanda de penals                                          |         |                                                                     |
| Messi · Garay · Banega · Lavezzi · Biglia · Rojo · Tevez | 5–4     | Rodríguez · Falcao · Cuadrado · Muriel · Cardona · Zúñiga · Murillo |

| Brasil                                                             | 1–1     | Paraguai                                                  |
| ------------------------------------------------------------------ | ------- | --------------------------------------------------------- |
| Robinho 15'                                                        | Detalls | González 72' (pen.)                                       |
| Tanda de penals                                                    |         |                                                           |
| Fernandinho · Everton Ribeiro · Miranda · Douglas Costa · Coutinho | 3–4     | Martínez · V. Cáceres · Bobadilla · Santa Cruz · González |

#### Semifinals
| Xile            | 2–1     | Perú             |
| --------------- | ------- | ---------------- |
| Vargas 41', 63' | Detalls | Medel 60' (p.p.) |

| Argentina                                                             | 6–1     | Paraguai    |
| --------------------------------------------------------------------- | ------- | ----------- |
| Rojo 15' · Pastore 27' · Di María 47', 53' · Agüero 80' · Higuaín 83' | Detalls | Barrios 43' |

#### Partit pel tercer lloc
| Perú                        | 2–0     | Paraguai |
| --------------------------- | ------- | -------- |
| Carrillo 48' · Guerrero 89' | Detalls |          |

#### Final
| Xile                                   | 0–0     | Argentina                |
| -------------------------------------- | ------- | ------------------------ |
|                                        | Detalls |                          |
| Tanda de penals                        |         |                          |
| Fernández · Vidal · Aránguiz · Sánchez | 4–1     | Messi · Higuaín · Banega |

## Resultat
| Copa Amèrica 2015 |
| ----------------- |
| Xile              |
| Xile Primer títol |

## Golejadors
4 gols
- Eduardo Vargas
- Paolo Guerrero

3 gols
- Sergio Agüero
- Arturo Vidal
- Lucas Barrios

2 gols
- Ángel Di María
- Gonzalo Higuaín
- Marcelo Martins Moreno
- Charles Aránguiz
- Miller Bolaños
- Enner Valencia
- Raúl Jiménez
- Matías Vuoso

1 gol
- Lionel Messi
- Javier Pastore
- Marcos Rojo
- Ronald Raldes
- Martin Smedberg-Dalence
- Douglas Costa
- Neymar
- Roberto Firmino
- Robinho
- Thiago Silva
- Mauricio Isla
- Gary Medel
- Alexis Sánchez
- Jeison Murillo
- Édgar Benítez
- Derlis González
- Nelson Haedo Valdez
- André Carrillo
- Christian Cueva
- Claudio Pizarro
- José Giménez
- Cristian Rodríguez
- Miku
- Salomón Rondón

Gols en pròpia porta
- Ronald Raldes (contra Xile)
- Gary Medel (contra Perú)

Font: CONMEBOL.com

## Símbols

### Pilota
La pilota oficial de la Copa Amèrica 2015 va ser presentada a l'Estadi Nacional de Xile el 16 de novembre de 2014, amb la presència del jugador xilè Arturo Vidal, La pilota va rebre el nom de Cachaña, un terme en argot xilè que significa «regateig, finta, gambeta o talent especial per dominar la pilota de futbol».
La pilota compta amb 12 panells de revestiment soldats en un sistema de tres capes, un embolcall de polièster i una càmera de làtex de carboni que sura lliurement, i li dona major sensibilitat i explosió. La «Nike Cachaña Ordem Copa Amèrica» és de color blanc i conté bandes de color vermell, blau, negre i groc i està inspirada en símbols xilens i en els colors de la bandera xilena; a més, porta l'escut de la Confederació Sud-americana de Futbol i el logo de la marca esportiva Nike.

### Mascota

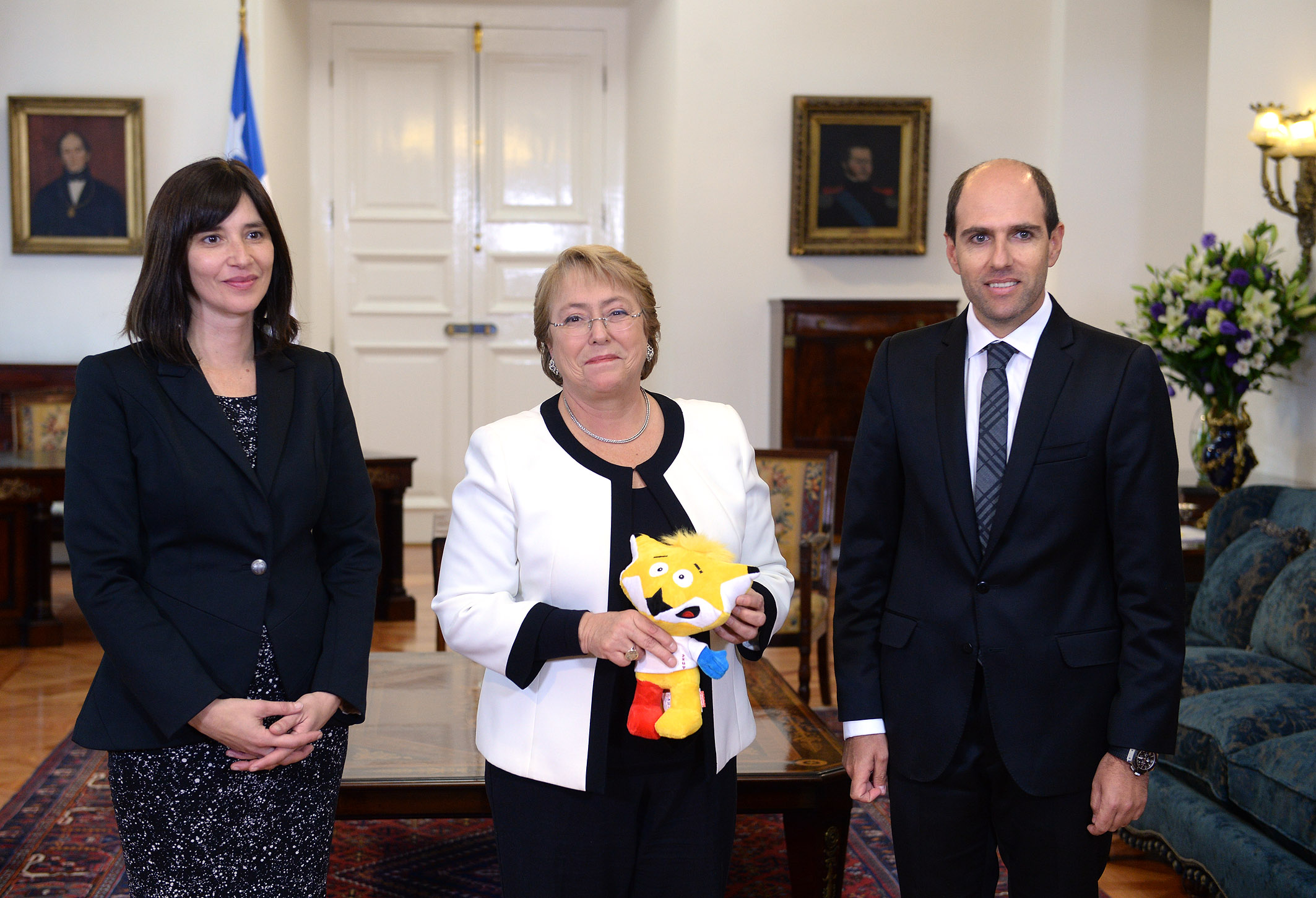
Sergio Jadue lliurant un peluix de Zincha a la presidenta Michelle Bachelet.

La mascota oficial del torneig, una guineu culpeo — espècie animal de la zona nord del territori xilè —, va ser presentada el 17 de novembre de 2014 al Complex Esportiu Juan Pinto Durán; les seves característiques representen el seguidor del futbol alegre, carismàtic i vivaç. El nom de la mascota, Zincha (apòcope de "zorri" i "Hincha"), va ser triat mitjançant votació popular.

### Cançó oficial
- «Al sud del món» (per Noche de Brujas)[36]